# Logania judithiana
Logania judithiana är en tvåhjärtbladig växtart som beskrevs av B.J. Conn. Logania judithiana ingår i släktet Logania och familjen Loganiaceae. Inga underarter finns listade i Catalogue of Life.